# Ángeles Amador
Ángeles Amador Millán (Madrid, 10 de octubre de 1949) es una política y abogada española especializada en propiedad industrial e intelectual. Fue ministra de Sanidad durante el Gobierno del Partido Socialista Obrero Español (PSOE) de 1993 a 1996.

## Biografía
Licenciada en derecho por la Universidad Complutense de Madrid, realizó estudios de postgrado en Harvard y Estrasburgo. Forma parte de  la Junta del Colegio de Abogados de Madrid cuyo decano era  Antonio Pedrol, siendo la primera mujer en ser miembro de la Junta. Durante ese período es responsable de poner en marcha el Servicio de Asistencia al Detenido. 
Entre 1986 y 1991, fue secretaria técnica del Ministerio de Obras Públicas y Urbanismo. Posteriormente, en 1991, José Antonio Griñán la nombró subsecretaria del Ministerio de Sanidad. El 6 de junio de 1993, Felipe González la nombró ministra de Sanidad, la primera mujer que accedía al puesto desde Federica Montseny en 1936. En su etapa como ministra de Sanidad abordó la libre elección de médico especialista y pediatra, y amplió la cobertura pública a salud bucodental infantil y psiquiatría. Cesaría del cargo en 1996 con la victoria del PP. Posteriormente ha sido abogada en ejercicio.
Fue miembro del Consejo de Administración de Red Eléctrica de España desde el 26 de mayo de 2005 a febrero de 2017, periodo en el que percibió 2 millones de euros brutos. Su hijo Pablo Bustinduy ha sido diputado en el Congreso de los Diputados por Podemos y es desde el 21 de noviembre de 2023 ministro de Derechos Sociales, Consumo y Agenda 2030 del Gobierno de España por Sumar 